# Кехман, Владимир Абрамович
Влади́мир Абра́мович Ке́хман (род. 9 февраля 1968, Куйбышев) — российский бизнесмен и театральный деятель. Художественный руководитель Михайловского театра. Директор МХАТ им. Горького. Основатель и ключевой бенефициар компании JFC, признанной банкротом в 2012 году.
В 2015—2017 годах занимал должность генерального директора, в 2017—2021 — художественного руководителя Новосибирского театра оперы и балета. В 2007—2015 годах был генеральным директором Михайловского театра.
В 2012 году был признан банкротом Высоким судом Лондона после банкротства компании JFC. Проходил обвиняемым по делу о мошенничестве в особо крупных размерах. В 2016 году был признан банкротом в России. В 2017 году, после нескольких лет расследования, уголовное преследование Владимира Кехмана в России было прекращено в связи с истечением срока давности вменяемых ему и другим руководителям компании JFC эпизодов. Вместе с тем, в 2018 году Высокий суд Лондона признал его виновным в мошенничестве, посчитав, что Владимир Кехман вводил в заблуждение Банк Москвы при получении кредитов путём обмана и фальсификации документов.
Отмечен конфессиональными наградами Русской православной церкви. Староста церкви святых и праведных Симеона Богоприимца и Анны Пророчицы.

## Биография
В 1989 году окончил факультет иностранных языков Самарского государственного педагогического университета, в 2009 году — продюсерский факультет Санкт-Петербургской государственной академии театрального искусства. Параллельно с обучением начал трудовую деятельность. Занимал руководящие посты в ряде коммерческих предприятий. С начала 1990-х годов Владимир Кехман — руководитель крупнейшего импортёра фруктов в Россию: сначала компании ОЛБИ-Джаз, затем JFC. В 2012 году компания JFC признана банкротом, а с 2014 года Владимир Кехман проходит обвиняемым по делу о мошенничестве в особо крупных размерах.
В мае 2007 года занял пост генерального директора Михайловского театра. В марте 2015 года приказом министра культуры РФ Владимира Мединского был назначен директором Новосибирского государственного театра оперы и балета, до этого выступил на стороне противников поставленной там оперы «Тангейзер»:

Я как человек верующий, крещеный, православный, как еврей — воспринимаю это как оскорбление.

Кроме того, он заявил, что планирует совмещать работу в двух театрах. В 2015 году Кехман оставил должность генерального директора Михайловского театра, продолжив сотрудничество с театром в качестве художественного руководителя.
Кехман спонсировал реставрацию церквей в Петербурге и Гамбурге. За активное участие в благотворительной деятельности и помощь в восстановлении православных святынь награждён орденами Русской православной церкви: орденом Преподобного Серафима Саровского, орденом Преподобного Сергия Радонежского, орденом Преподобного Князя Даниила Московского.

### Работа в культуре
В 2007 году Кехман был назначен генеральным директором Михайловского театра и пожертвовал 500 миллионов рублей на реставрацию здания театра, пригласив Фаруха Рузиматова и Елену Образцову стать художественными руководителями соответственно балетной и оперной трупп.
К работе в театре был привлечён новый главный дирижёр Петер Феранец, бывший главный драматург Венской оперы Петер Блаха, в 2009 году балетную труппу возглавил педагог-балетмейстер Михаил Мессерер, руководивший труппой с мая 2009 по декабрь 2010 года и с января 2013 года по настоящее время. По итогам гастролей в Лондоне в марте-апреле 2013 года, балет Михайловского театра был признан британским Кругом критиков «Лучшей труппой», виденной в Великобритании в течение сезона.
После отставки с поста художественного руководителя оперы театра в 2008 году Елена Образцова продолжила работу с театром в качестве советника генерального директора. В январе 2011 года художественным руководителем балетной труппы театра стал хореограф Начо Дуато, он покинул театр в 2013 году в связи с назначением интендантом Государственного балета Берлина. Главный дирижёр театра с 2012 года — Михаил Татарников.
Под руководством Владимира Кехмана Михайловский театр стал одним из самых экономически эффективных учреждений культуры города, значительно увеличив среднюю заполняемость и доходы театра. Спектакли театра были отмечены премиями «Золотая маска» и «Золотой софит». Вместе с тем, кадровая политика директора и его вовлечение в художественную деятельность неоднократно вызывало критику со стороны деятелей культуры.

Я дирижировал «Лебединым озером», а в антракте мне позвонил Владимир Кехман и сообщил, что, по его мнению, «Белая картина» балета исполняется недостаточно громко и быстро. Мои уверения в том, что мы с балетом сами, как профессионалы, сможем усовершенствовать то, что сочтем нужным, директору не понравились, и он предложил мне написать заявление по собственному желанию. Я не стал сопротивляться, поскольку дело не только во мне.
— Андрей Аниханов, бывший главный дирижёр театра
В то же время Юрий Темирканов, художественный руководитель Санкт-Петербургской филармонии, отмечал заслуги Кехмана в деле возрождения Михайловского театра:

Театр как будто родился заново благодаря Кехману. Я рад, что с ним продлили контракт. Я просил, чтобы передали начальству (и передали), что без Кехмана этого театра не будет. Многие десятилетия это был подпольный театр, мало кто знал, что он вообще есть. И я думаю, что ещё через пять лет опять нам всем придется говорить то же самое: без Кехмана театра не будет.

В 2015 году Кехман был назначен генеральным директором Новосибирского театра оперы и балета, а в Михайловском театре перешёл на должность художественного руководителя, оставив пост генерального директора. Исполняющей обязанности директора была назначена его финансовый директор Ирина Делигач.
В Новосибирском театре оперы и балета Кехман провёл незаконную реконструкцию, за что Центральным районным судом города Новосибирска 10 марта 2016 года был оштрафован на 100 тысяч рублей. Ранее, по итогам внеплановой проверки в ноябре-декабре 2015 года, театру также было дано предписание до 1 сентября 2016 года восстановить исторический облик фасадов и интерьеров зрительской группы театра. Несмотря на это, незаконный ремонт продолжился, за что 6 мая 2016 года Владимир Кехман был оштрафован на 125 тысяч рублей. Впоследствии второй штраф был уменьшен до 100 тысяч рублей. Под руководством Кехмана, Новосибирский театр оперы и балета произвёл ребрендинг и с 2015 года называется НОВАТ.
В должности генерального директора театра Кехман пригласил к сотрудничеству нового главного дирижёра театра Дмитрия Юровского и Дениса Матвиенко, нового художественного руководителя балета театра. В 2016 году возглавил рабочую группу по созданию в Новосибирске культурно-образовательного кластера, объединяющего деятельность НОВАТ, консерватории им. Глинки, хореографического колледжа и специальной музыкальной школы.
C апреля по июль 2017 года находился в декретном отпуске по уходу за ребёнком. Высказывались предположения о том, что Владимир Кехман может использовать декретный отпуск для создания правовой коллизии, не позволяющей освободить его от руководящей должности в театрах в связи с признанием его банкротом. Раннее возвращение из декрета — закон позволяет находиться в отпуске по уходу за ребёнком полтора года — некоторые обозреватели связывают с давлением федеральных чиновников. Сам Кехман заявил, что «Дочери исполнилось три месяца, она окрепла… Я возвращаюсь к работе».
В июле 2017 года Кехман объявил, что вновь уходит в отпуск, чтобы затем оставить руководящий пост в Новосибирске. По его возвращении исполняющим обязанности директора Новосибирского театра оперы и балета станет главный режиссёр коллектива Вячеслав Стародубцев. В декабре 2017 года был освобождён от должности директора Новосибирского театра. Одновременно с этим был назначен его художественным руководителем. Исполняющей обязанности директора театра была назначена бывший первый заместитель Кехмана Снежана Любарь, в прошлом — региональный менеджер по персоналу компании «Балтика». В 2018 году Любарь вернулась на должность первого заместителя при новом руководителе театра Аре Карапетяне.
В 2019 году стал студентом ГИТИС, где будет очно изучать программу «Преподаватель творческих дисциплин в высшей школе. Режиссер музыкального театра». Кехман зачислен в соответствии с договором о платном обучении.
27 октября 2021 года Владимир Кехман был назначен директором МХАТ им. Горького. После своего назначения Кехман инициировал увольнение художественного руководителя театра Эдуарда Боякова, объявив, что имеет своей целью возвращение в театр в качестве худрука Татьяны Дорониной, на место которой, после смещения по инициативе Минкульта был назначен Эдуард Бояков. После увольнения Боякова, появившийся во время его работы Попечительский Совет МХАТ отказался продолжить сотрудничество с театром, сославшись как на увольнение худрука, так и на репутацию самого Кехмана.

### Банкротство и судебные обвинения
В 2012 году компания JFC, основателем и основным бенефициаром которой является Кехман, объявила себя банкротом. Топ-менеджмент утверждал, что причина неблагоприятного положения JFC — последствия «арабской весны», однако Сбербанк, ВТБ и ряд других банков обратились в суд, обвиняя менеджеров в хищениях заёмных средств. Параллельные процессы слушаются в судах России и Великобритании, так как ключевые бенефициары JFC — трасты в юрисдикции Соединённого королевства. В России, среди прочих, «Сбербанк» заявил о хищении 6 млрд рублей, общая сумма претензий кредиторов превышает 18 млрд рублей.
Кехман отрицает какое-либо влияние на операционную деятельность компании, утверждая, что в годы руководства театром у него не было возможности заниматься бизнесом, и указывает на топ-менеджеров компании, Юлию Захарову и Андрея Афанасьева, как на реальных ответчиков по делу. Афанасьев в то же время утверждает, что все ключевые решения о кредитах принимал лично Кехман. В 2012 году в Великобритании Кехман был признан личным банкротом, и его активы, известные английскому суду, были арестованы.
В 2014 году процессуальный статус Кехмана был изменён, и он стал обвиняемым по делу о мошенничестве в особо крупных размерах. На непродолжительное время ему запрещали выезд из России, но впоследствии запрет был снят.
Правительство Санкт-Петербурга, несмотря на то, что Кехман проходил обвиняемым по делу о мошенничестве, в 2013 году продлило его контракт директора Михайловского театра на пять лет, а в 2015 министром культуры РФ Владимиром Мединским назначен директором Новосибирского государственного театра оперы и балета.
По поручению судебных приставов часть зарплаты Кехмана как директора театра удерживается для уплаты долгов перед кредиторами.
В апреле 2015 года в девяти российских городах прошли обыски в рамках уголовного дела о крупном мошенничестве, основным фигурантом которого стал Кехман. По версии правоохранителей, подконтрольная ему группа компаний JFC заняла у нескольких кредитных учреждений 18 млрд руб на покупку фруктов, эти средства по версии кредиторов на самом деле выводились в другие проекты Кехмана, в частности девелоперские. Причинённый ущерб оценивается в 5 млрд руб. Сам Владимир Кехман назвал обыски результатом давления со стороны главы Сбербанка Германа Грефа:

На протяжении трех лет дело ведется под неприкрытым и невероятно активным давлением Сбербанка; каждый его виток инициируется Германом Грефом, который напрямую звонит министру внутренних дел Колокольцеву.

В октябре 2015 года Сбербанк обратился в Арбитражный суд Санкт-Петербурга и Ленинградской области с иском о признании Владимира Кехмана банкротом. В 2016 году был признан банкротом. По закону о банкротстве физических лиц, признанные банкротами граждане не могут занимать руководящие посты в организациях. В мае 2017 года «Сбербанк» обратился в Генеральную прокуратуру РФ с жалобой на бездействие следователей МВД, ведущих дело Кехмана, ссылаясь на то, что расследование, продолжающееся более четырёх лет, нарушает конституционные права потерпевших. С аналогичной жалобой в адрес Генерального прокурора РФ в июне 2017 года обратился Райффайзенбанк.
В 2017 году, после нескольких лет расследования, уголовное преследование Владимира Кехмана было прекращено в связи с истечением срока давности вменяемых ему и другим руководителям компании JFC эпизодов. Представители Сбербанка заявили о том, что банк будет добиваться обжалования постановления о прекращении уголовного дела.
В 2018 году Высокий суд Лондона признал Владимира Кехмана виновным в мошенничестве, посчитав, что Владимир Кехман вводил в заблуждение Банк Москвы при получении кредитов путём обмана и фальсификации документов. В постановлении суда Кехман назван «нечестным, недобросовестным и неудовлетворительным свидетелем».
В начале июля 2025 года сотрудники Следственного комитета и Федеральной службы безопасности провели обыски по месту жительства Кехмана, в Михайловском театре, во МХАТе и в Новосибирском театре. Оперативные мероприятия проводились по делу о присвоении или растрате в особо крупном размере (ч. 4 ст. 160 УК). Позднее он был задержан и отпущен под подписку о невыезде. Позднее суд арестовал недвижимость, автомобили и счета ближайших родственников Кехмана.

### Общественная позиция
1 марта 2014 года подписал обращение деятелей культуры России в поддержку политики президента России Владимира Путина на Украине и в Крыму.

## Награды
- 12 июля 2000 года Орден преподобного Сергия Радонежского III степени
- 19 марта 2001 года Орден преподобного Сергия Радонежского III степени
- 26 декабря 2003 года Орден святого благоверного князя Даниила Московского III степени
- 27 июля 2006 года Орден святого преподобного Серафима Саровского III степени
- 17 июля 2007 года Орден святого Равноапостольного Князя Владимира III степени
- 2009 года Орден святого Макария, митрополита Московского III степени
- 2010 год — премия «Известность» газеты «Известия», вручавший ему награду министр культуры Авдеев отметил

Нужно иметь большое мужество, чтобы не просто стать разовым меценатом в культуре, а поднять театр до мирового уровня, преодолев при этом множество трудностей и сопротивление… В Михайловский театр, который раньше был практически позабыт, теперь специально приезжают, чтобы получить не только эстетическое удовольствие и новые впечатления, но и пищу для ума. Такие люди, как Кехман — это наше культурное достояние.

- 2011 год — Почётная грамота Правительства Российской Федерации (29 марта 2011) — за активное участие в организации и проведении Международного форума по проблемам, связанным с сохранением тигра на Земле[72]
- 2011 год — Награда журнала GQ «Человек года 2011» в номинации «Продюсер года»
- 10 сентября 2013 года Орден святого благоверного князя Даниила Московского II степени
- 2018 год — Нагрудный знак РФ «За вклад в российскую культуру» (Министерство культуры Российской Федерации)[73][74]
- 2018 год — Золотая медаль святого апостола Петра[75]
- 2021 год — Благодарность Президента Российской Федерации[76].
- 2024 год — Почётная грамота Правительства Российской Федерации (19 ноября 2024) — за большой вклад в подготовку и проведение X Санкт-Петербургского международного форума объединённых культур[77]